# Aglomerace

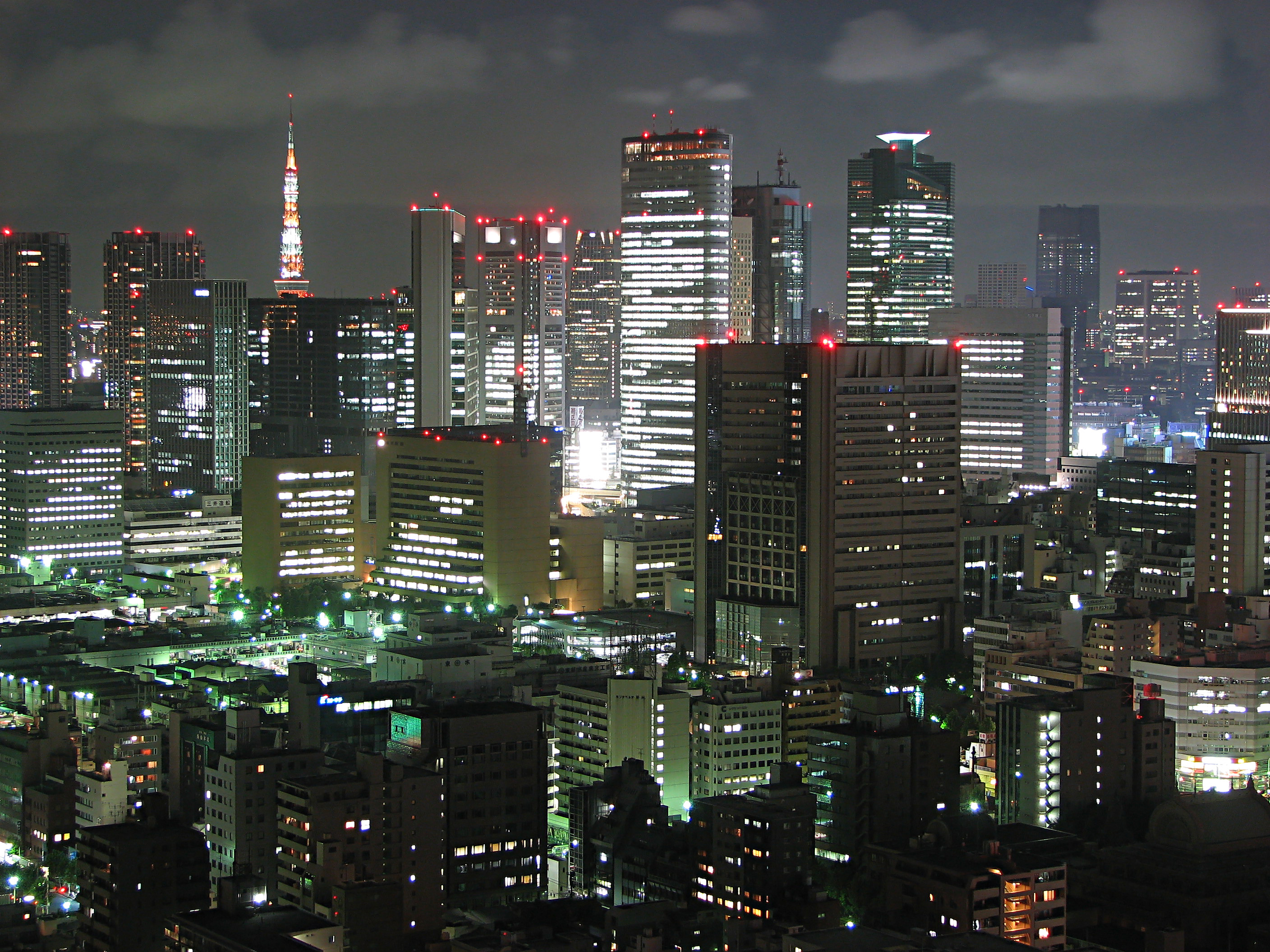
Tokio má jednu z největších aglomerací na světě

Městská aglomerace je buď seskupení vzájemně blízkých sídel, kde jedno dominuje, tzn. město se svým okolím (předměstí, satelitní města), nebo několik srovnatelně velkých měst srostlých v jednu souvisle zastavěnou plochu – konurbace (souměstí).
Většinou se vyznačuje společnou hromadnou dopravou (Liberec–Jablonec nad Nisou či Most–Litvínov), provázaností ekonomiky a zástavbou, společnou administrativou (Brandýs nad Labem–Stará Boleslav) nebo velmi blízkou polohou (Česká Třebová–Ústí nad Orlicí). Časté jsou aglomerace důlních měst hlavně ve střední Evropě (Katovice, Ostrava) nebo hustě koncentrovaných měst v průmyslových centrech západní Evropy (Porýní, Londýn, Liverpool) nebo Spojených států (New York, Los Angeles, Chicago, Miami, Boston, San Francisco, Detroit – viz Metropolitní oblasti v USA).

## Aglomerace v Česku

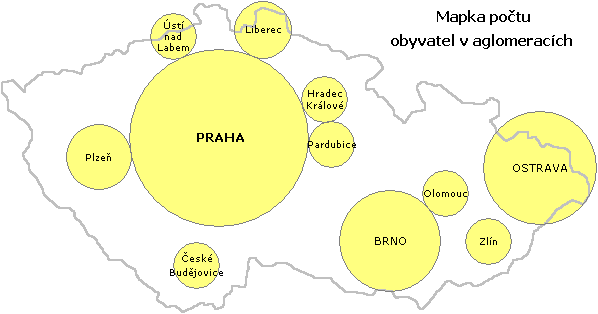
Mapka aglomerací v Česku

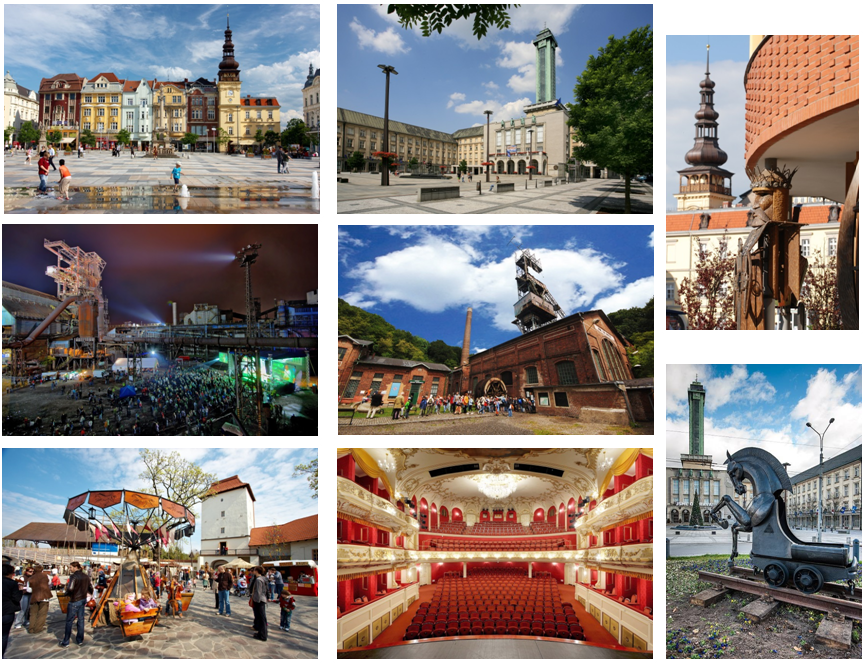
Ostrava, centrum druhé největší české aglomerace

České aglomerace mohou být vymezeny v různých případech různě, jednotná kritéria původně nikdo nestanovil, např. ani Český statistický úřad se této oblasti prakticky nevěnuje. Český právní řád tak zatím učinil pro vymezené oblasti působnosti veřejné správy a pro územní plány tzv. velkých územních celků, které však již neplatí. Kromě toho se ale na základě Strategie regionálního rozvoje ČR 2014–2020, schválené vládou v roce 2013 za účelem investičního plánování, začaly v tzv. rozvojových územích České republiky vytvářet metropolitní oblasti a další sídelní aglomerace.      

### Vymezené oblasti veřejné správy
K vymezení aglomerací pro určité oblasti veřejné správy došlo v těchto dvou případech:
1. Prvním je vymezení aglomerací a zón na základě zákona č. 201/2012 Sb., o ochraně ovzduší.[2] Byly tak stanoveny tři: aglomerace Praha, aglomerace Brno a aglomerace Ostrava/Karviná/Frýdek-Místek, zbytek státu byl rozdělen do zón, které odpovídají územním celkům NUTS 2. Tyto aglomerace mají více než 250 tisíc obyvatel, ale jejich vymezení je dáno jen pro účely posuzování a řízení kvality ovzduší a především neodpovídají klasické definici aglomerace – aglomerace Praha a Brno jsou vymezeny jen v hranicích vlastního města.
2. Druhým případem je vymezení aglomerací za účelem hodnocení a snižování hluku, které již přesněji odpovídá obecnému pojetí aglomerace, neboť jsou definovány jako „urbanizované území městského charakteru s více než 100 tisíci bydlícími obyvateli, tvořené jednou nebo více obcemi s intenzivními ekonomickými, sociálními a územně technickými vazbami“. Přesto jsou vzhledem ke svému účelu vázané především na pozemní komunikace. Samotné aglomerace jsou určeny a vymezeny přílohou vyhlášky Ministerstva pro místní rozvoj č. 561/2006 Sb.,[3] na základě zmocnění daného § 81a zákona č. 258/2000 Sb., o ochraně veřejného zdraví. Tato vyhláška je rozděluje do dvou skupin: jednou jsou aglomerace Prahy (cca 1,35 milionu obyvatel), Ostravy (cca 510 tisíc obyvatel) a Brna (cca 420 tisíc obyvatel), které obývá také více než 250 tisíc obyvatel, druhou pak aglomerace se 100 až 250 tisíci obyvateli: Ústí nad Labem – Teplice (cca 180 tisíc obyvatel), Plzeň (cca 180 tisíc obyvatel), Liberec (cca 170 tisíc obyvatel) a Olomouc (cca 110 tisíc obyvatel).[4]

### Územní plány velkých územních celků
Kromě toho však došlo i k jinému vymezení aglomerací. Vláda svým nařízením dříve stanovila závazné části územních plánů velkých územních celků aglomerací. Tato vládní nařízení však aglomerace vymezovala jen na základě administrativních okresů, a navíc již v roce 2012 pozbyla platnosti. Mezi ně patřily tyto celky:
- Prahy[6]
- Českých Budějovic[7]
- Plzně[8] – území okresů Plzeň-město, Plzeň-jih, Plzeň-sever a Rokycany; cca 370 tisíc obyvatel,[4]
- Liberce[9] – území okresů Liberec a Jablonec nad Nisou; cca 260 tisíc obyvatel,[4]
- Hradce Králové a Pardubic[10] – území okresů Hradec Králové, Pardubice a Chrudim; cca 430 tisíc obyvatel,[4]
- Brna[11] – území okresů Brno-město, Brno-venkov, Blansko a Vyškov; cca 780 tisíc obyvatel,[4]
- Olomouce[12] – území okresů Olomouc, Prostějov a Přerov; cca 470 tisíc obyvatel,[4]
- Zlína[13] – území okresů Zlín, Kroměříž a Uherské Hradiště; cca 440 tisíc obyvatel,[4] a
- Ostravy[14] – území okresů Ostrava-město, Opava, Nový Jičín, Frýdek-Místek a Karviná; cca 1,13 milionu obyvatel.[4]

### Metropolitní oblasti a sídelní aglomerace
Metropolitní oblasti v Česku definovalo Ministerstvo pro místní rozvoj v letech 2014 až 2020 v rámci Strategie regionálního rozvoje ČR 2021+ za účelem celoevropského investičního plánování (rozdělování dotací EU) prostřednictvím tzv. integrovaných teritoriálních investic (Integrated Territorial Investment, ITI). Nové vymezení pro období po roce 2020 pak vzniklo na základě dat od mobilního operátora. Strategie regionálního rozvoje definuje metropolitní oblasti stále jako aglomerace, tj. jako „území vyznačující se výraznou koncentrací obyvatel a podnikatelských subjektů, vysokou intenzitou ekonomických a společenských činností, vysokou úrovní vývoje výrobních sil, vysokou hustotou osídlení a vysokou mobilitou obyvatelstva“. Definovány takto byly v České republice tři metropolitní oblasti (pražská, ostravská a brněnská) a deset aglomerací (ústecko-chomutovská, olomoucká, hradecko-pardubická, plzeňská, liberecko-jablonecká, českobudějovická, karlovarská, zlínská, mladoboleslavská a jihlavská).